# Sloterpolder

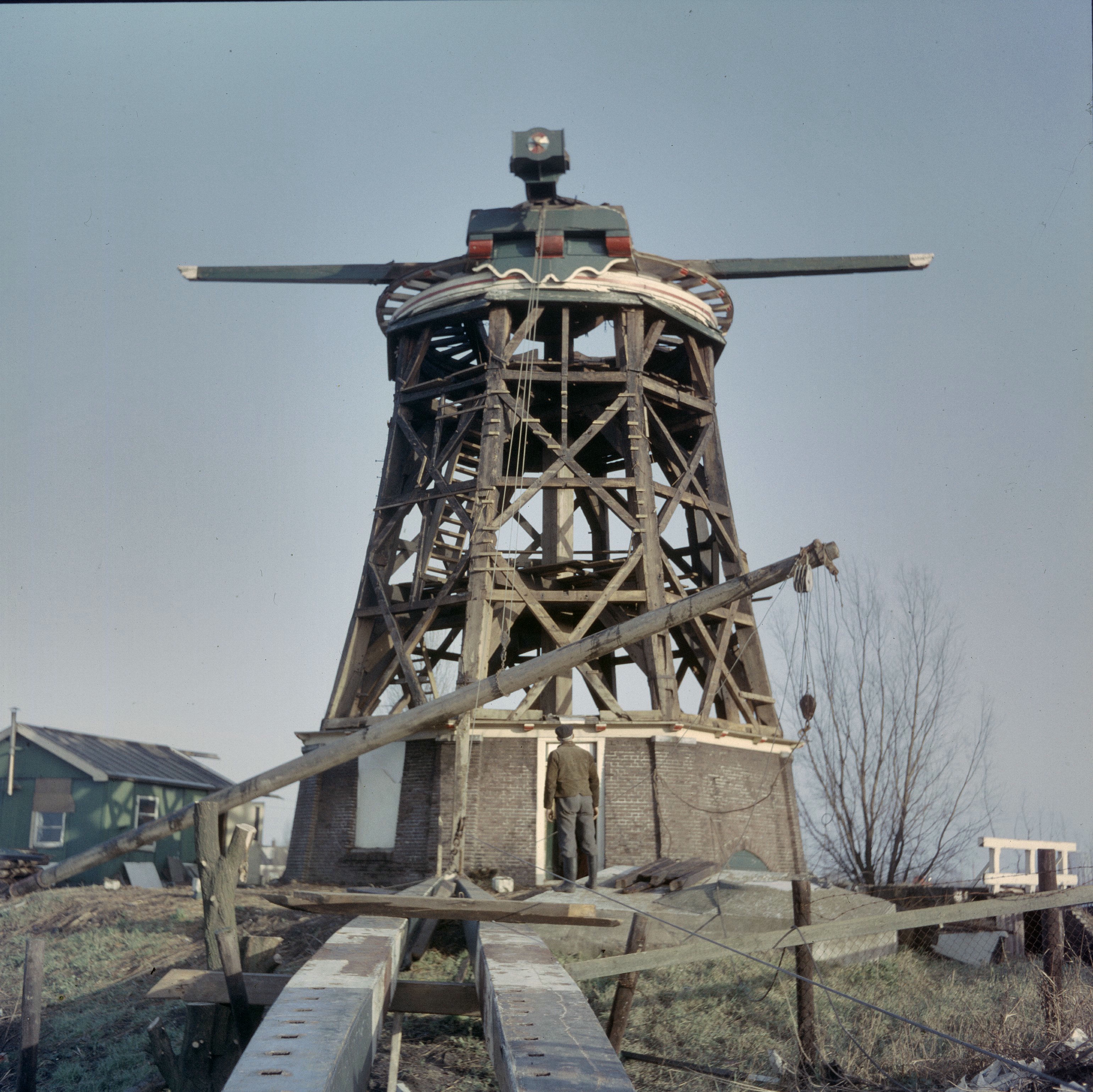
Poldermolen De 1100 Roe langs de Haarlemmerweg bemaalde tot 1951 de Sloterpolder. In 1961 werd deze gedemonteerd en in 1965 weer opgebouwd bij Sportpark Ookmeer.

De Sloterpolder is de grootste polder in de vroegere gemeente Sloten. Het gebied tussen Amsterdam en Haarlem werd in de 10e tot 13e eeuw in cultuur gebracht en in het begin van 17e eeuw (tussen 1598 en 1628) ingericht als polder. Na aanleg van de Haarlemmervaart in 1632 werd de Sloterpolder door drie poldermolens bemalen. In 1674 fuseerde de Sloterpolder met de kleine Middelveldsche Polder (gelegen tussen de Groeneweg en de Uitweg), sindsdien was de officiële naam Sloterbinnen- en Middelveldse gecombineerde polders.
De polder werd begrensd door de Haarlemmervaart, Kostverlorenvaart, Sloterweg, Slimmeweg en Uitweg. De Uitweg bestaat niet meer en liep van de Haarlemmerweg naar de Osdorperweg ter hoogte van waar sinds 1962 Tussen Meer ligt. Kerkgebouw De Uitweg dat van 1964-1991 op dat punt stond herinnerde aan de Uitweg. Globaal liep de weg daar waar sinds 1953 de Slotermeerlaan en President Allendelaan liggen. Belangrijke waterwegen in de polder waren de Slotervaart, waar de huidige vaart en Tuinstad Slotervaart naar genoemd zijn, de Postjeswetering en de Molenwetering, die lag ongeveer waar nu de Admiralengracht ligt. De in 1644 drooggemaakte Sloterdijkermeerpolder werd geheel omsloten door de Sloterpolder.
In de Sloterpolder waren geen wegen, al het vervoer ging per schuit. Langs de Kostverlorenwetering was er op twee plaatsen een handbediende overhaal waar de bootjes het hoogteverschil van 1,70 m konden overbruggen, deze waren bij de buurtschap de Baarsjes en bij de Overtoomse Buurt. In 1916 werden zij vervangen door een elektrische scheepslift bij de Postjeswetering. Deze lag naast de Vierde Ambachtsschool (sinds 2007 Het Sieraad). In 1952 werd de installatie verplaatst naar de hoek in de Postjeswetering bij het huidige Rembrandtpark. In 1959 werd de scheepslift gesloopt, toen de laatste tuinders uit deze omgeving waren vertrokken. Een soortgelijke scheepslift uit 1924 bestaat nog bij Broekerhaven in West-Friesland.
Van de drie 17e-eeuwse poldermolens (De 1100 Roe, Noordermolen en Zuidermolen) werd de Zuidermolen nabij de Postjeswetering in 1878 vervangen door stoomgemaal Kostverloren en de Noordermolen nabij buurtschap De Baarsjes werd in 1895 verplaatst naar de Sloterdijkermeerpolder. De enige overgebleven molen, de 1100 Roe, werd in 1961 gedemonteerd en in 1965 weer opgebouwd bij Sportpark Ookmeer. Het gemaal Kostverloren aan de Baarsjesweg deed dienst tot 1951 en werd toen gesloopt.
De Sloterpolder was van de 14e tot 20e eeuw veenweidegebied. Sinds de 19e eeuw was er in toenemende mate tuinbouw, met name in de Baarsjespolder en in het Overtoomse Veld, nabij de buurtschappen De Baarsjes en Overtoomse Buurt. In de jaren vijftig moesten de laatste tuinders verdwijnen voor de oprukkende stad, hiervoor werd in 1959 tussen de Plesmanlaan en de Sloterweg het Tuinbouwgebied Sloten ingericht. Dertig jaar later moesten de tuinders weer verhuizen, toen hier de woonwijk Nieuw Sloten werd gebouwd. Sindsdien is alleen de Vrije Geer bij Sloten nog over van het oude veenweidegebied.
De agrarische Sloterpolder verdween tussen het einde van de 19e eeuw toen door Amsterdam de Staatsliedenbuurt werd aangelegd, de jaren twintig toen Plan West verrees, en de jaren vijftig van de 20e eeuw toen het bijna het gehele resterende deel onder het zand van de Westelijke Tuinsteden verdween. Sinds 1951 zorgt het Akergemaal voor bemaling van het nog steeds op polderniveau gelegen gebied van de Sloterpolder. Sinds 1991 heeft ook de Molen van Sloten een taak in de bemaling van de Westelijke Tuinsteden, inclusief de Sloterplas en aansluitende wateren. Het waterpeil ligt op NAP −2,10 m, dat is 1,70 meter lager dan het Amsterdamse stadspeil.
Het land ten westen van de Kostverlorenvaart behoorde sinds de 16e eeuw tot het boezemgebied van Rijnland. Sinds 2003 staat het onder bestuur van het Hoogheemraadschap Amstel, Gooi en Vecht, maar watert nog steeds gedeeltelijk uit op de Ringvaart van de Haarlemmermeer, boezem van Rijnland.

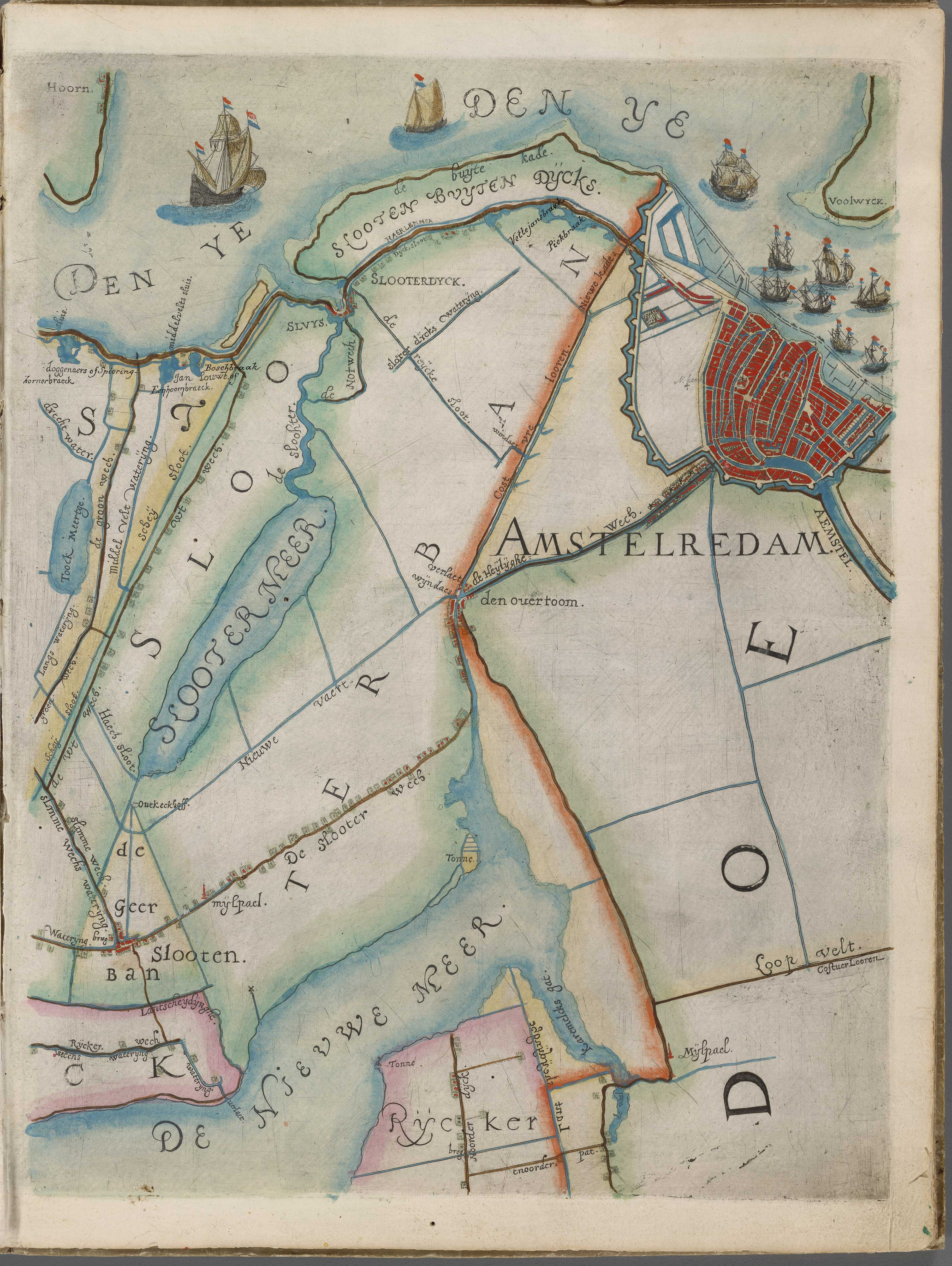
De (latere) Sloterpolder (Slooterban) met de nog niet drooggemaakte Slootermeer op een kaart van het hoogheemraadschap van Rijnland, Amsterdam, 1615. Floris Balthasar vervaardigde deze overzichtskaart samen met zijn zoon Balthasar Florisz. van Berckenrode, in opdracht van dijkgraaf en hoogheemraden van Rijnland.
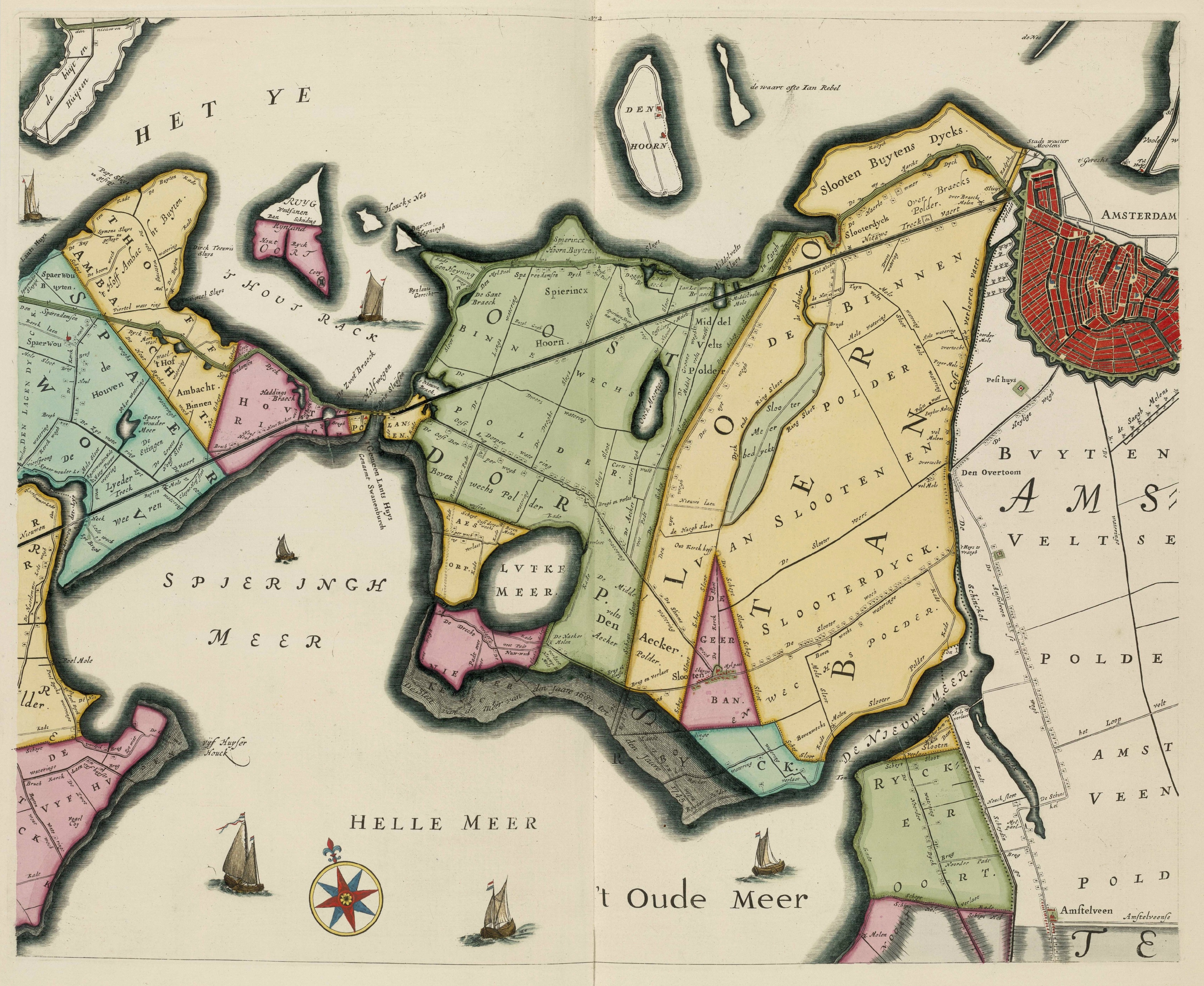
De Sloterpolder (geel gekleurd) op een kaart van een deel van het Hoogheemraadschap van Rijnland uit 1746.
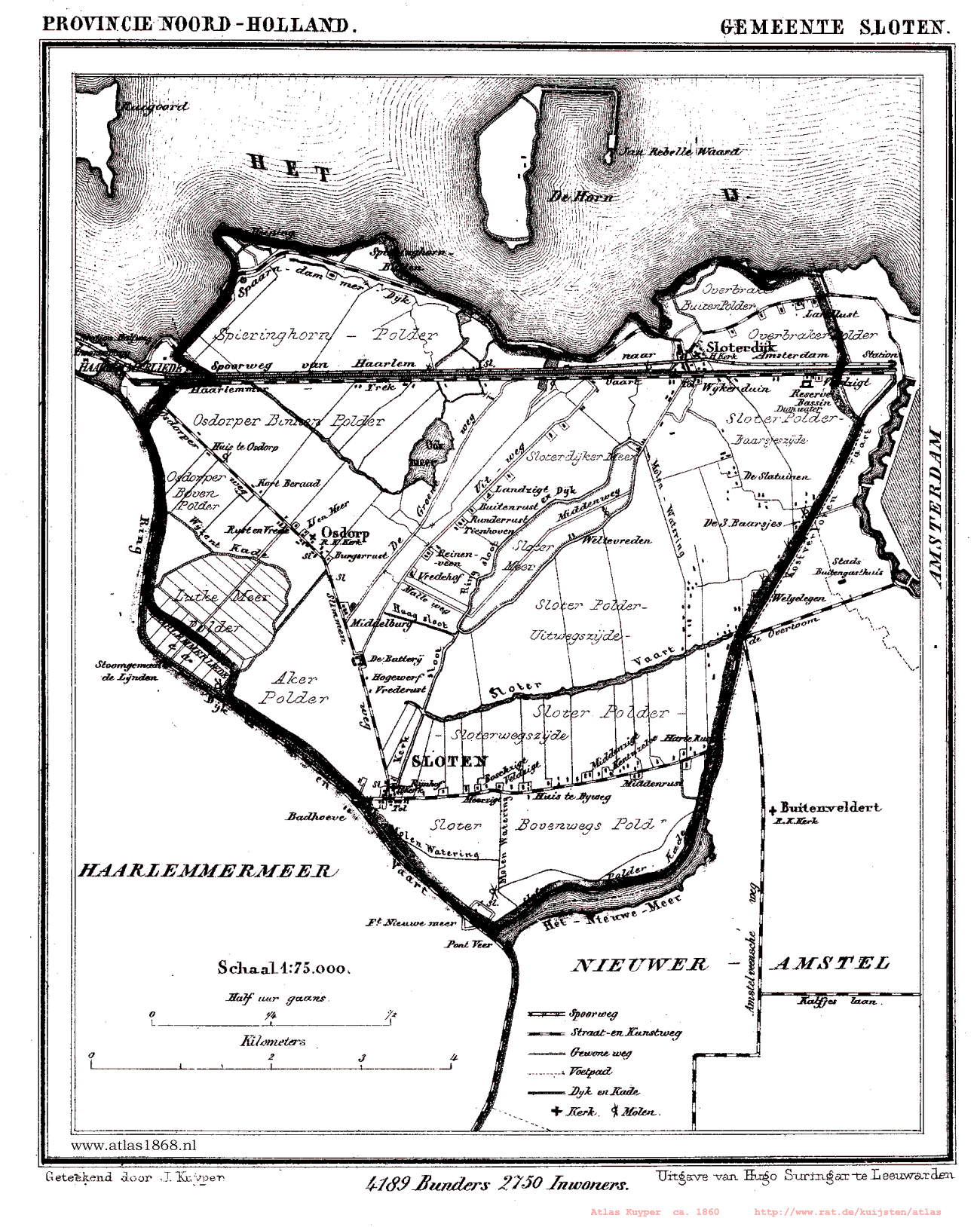
Gemeente Sloten in 1868. De Sloterpolder is gelegen tussen Sloten, Sloterdijk en de Kostverlorenvaart. In het midden van de Sloterpolder lag de Sloterdijkermeerpolder.